# Zadní hora
Zadní hora är ett berg i Tjeckien.   Det ligger i regionen Vysočina, i den centrala delen av landet, 140 km sydost om huvudstaden Prag. Toppen på Zadní hora är 635 meter över havet, eller 72 meter över den omgivande terrängen. Bredden vid basen är 3,2 km.
Terrängen runt Zadní hora är huvudsakligen lite kuperad.Runt Zadní hora är det ganska glesbefolkat, med 50 invånare per kvadratkilometer. Närmaste större samhälle är Třebíč, 7,0 km öster om Zadní hora. Trakten runt Zadní hora består till största delen av jordbruksmark.